# Porsche 924

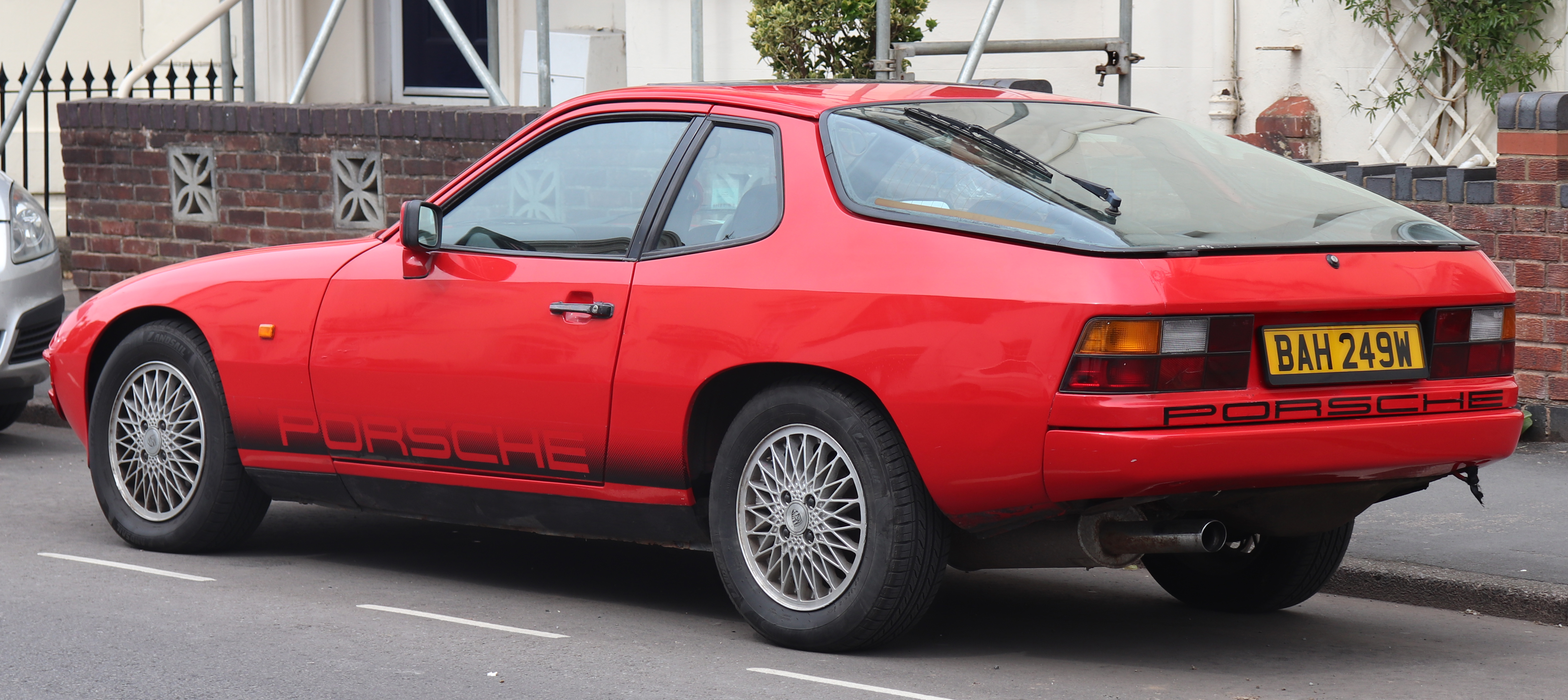

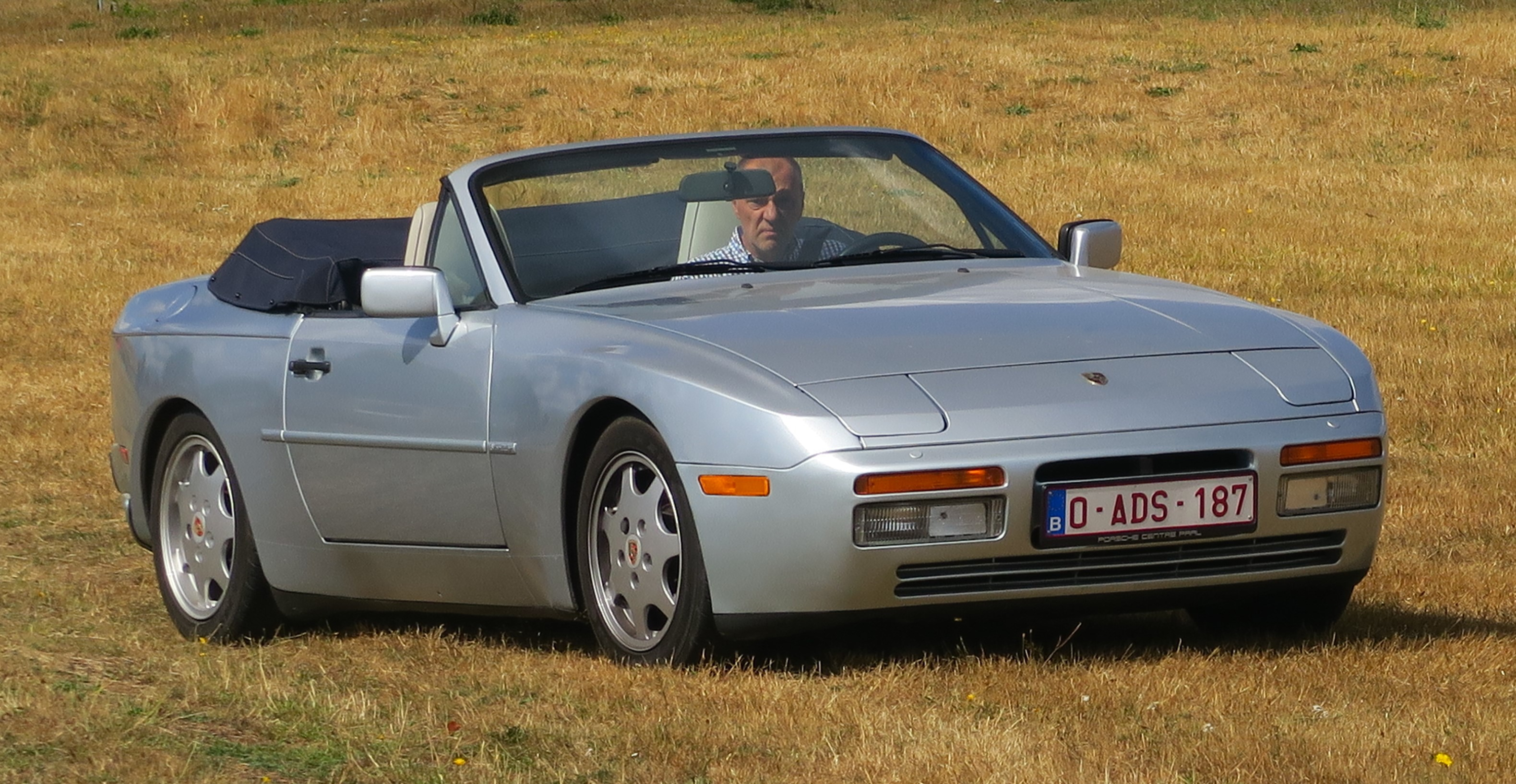
Porsche 924 cabriolet

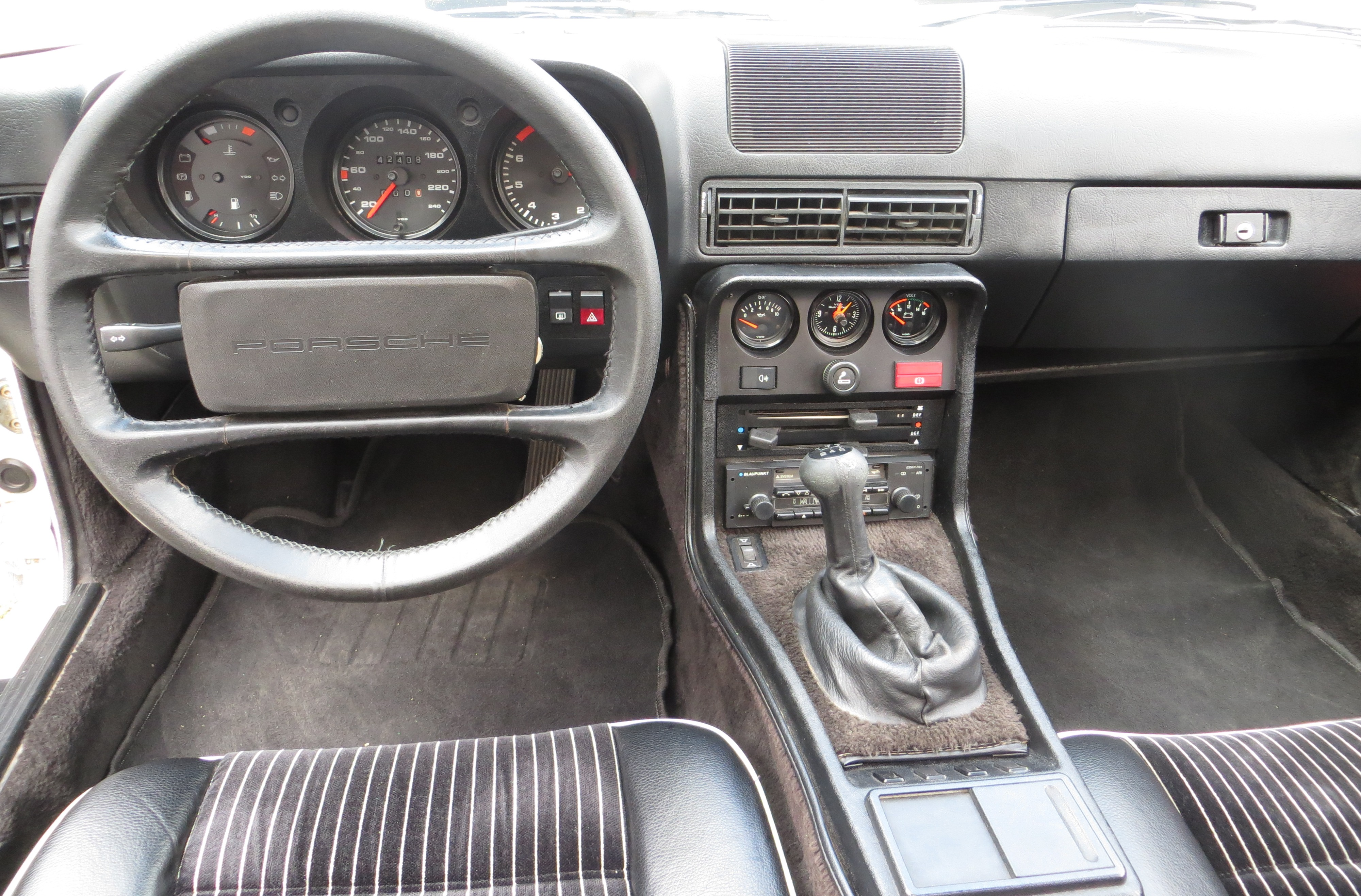
Салон

Porsche 924 — спортивний автомобіль, що випускався компанією Porsche в період з 1976 по 1988 рік.
Спочатку розроблявся концерном Volkswagen як наступник VW-Porsche 914, але був випущений як власна модель Porsche, займаючи нішу спортивних автомобілів початкового рівня. Для Porsche AG 924-й був своєрідною революцією: переднє розташування двигуна з рідинним охолодженням і трансмісія типу Transaxle з рознесеними двигуном і КПП раніше не застосовувалися в автомобілях цієї марки.
На додаток до серійних автомобілів випускалися суто гоночні варіанти (Carrera GTS, Carrera GTP, Carrera GTR), що брали участь в 24-годинній гонці Ле-Мана і в чемпіонаті World Sportscar Championship.
Часто, через близьке споріднення з автомобілями Volkswagen, Porsche 924 не рахується повноцінним спорткаром Porsche. Тим не менш, в 2010-х роках цей автомобіль почали визнавати як "класичний".

## Двигуни
- 2.0 л EA831 I4 125 к.с.  (924)
- 2.0 л M31/01 Turbo I4 170 к.с. (924 Turbo)
- 2.0 л M31/03 Turbo I4 177 к.с. (924 Turbo)
- 2.0 л M31/50 Turbo I4 210 к.с. (924 Carrera GT)
- 2.0 л M31/70 Turbo I4 245-375 к.с. (924 Carrera GTS/Carrera GTP/Carrera GTR)
- 2.5 л M44/08-09 I4 150 к.с. (924 S)
- 2.5 л M44/09-10 I4 160 к.с. (924 S)
- 2.5 л M44/01-03 I4 163 к.с. (924 S)

## Виробництво
| Рік       | 1976   | 1977   | 1978   | 1979   | 1980   | 1981   | 1982                    | 1983                    | 1984  | 1985  | 1986  | 1987  | 1988 | Всього  |
| --------- | ------ | ------ | ------ | ------ | ------ | ------ | ----------------------- | ----------------------- | ----- | ----- | ----- | ----- | ---- | ------- |
| 924       | 19.168 | 21.956 | 22.068 | 15.690 | 11.908 | 14.183 | 5.955                   | 5.887                   | 3.170 | 2.319 |       |       |      | 122.304 |
| 924 Turbo |        |        | 86     | 5.023  | 3.044  | 3.578  | 444 (тільки для Італії) | 210 (тільки для Італії) |       |       |       |       |      | 12.385  |
| 924 S     |        |        |        |        |        |        |                         |                         |       | 1.689 | 6.844 | 6.868 | 881  | 16.282  |
| Всього    | 19.168 | 21.956 | 22.154 | 20.713 | 14.952 | 17.761 | 6.399                   | 6.097                   | 3.170 | 4.008 | 6.844 | 6.868 | 881  | 150.971 |

Джерело: Вернер Освальд, Німецькі автомобілі 1945-1990. Motorbuch Verlag, Штутгарт 2001.